# Tweede Vlotbrug
Tweede Vlotbrug est un hameau dans la commune néerlandaise de Nissewaard, dans la province de la Hollande-Méridionale.